# Никола Церовац
Никола Церовац (Стрмица, 25. март, 1948 — Београд, 19. децембар 2022) био је председник Српског културног друштва „Зора Книн - Београд” и заговорник очувања крајишке културе и идентитета. Животни век је посветио промоцији и очувању културног наслеђа српског становништва са подручја Хрватске и Босне и Херцеговине.

## Биографија
Рођен је 1948. године у Стрмици, код Книна у Републици Хрватској. Студирао је на Економском факултету у Београду. Целокупни радни век провео је у Удружењу ликовних уметника Србије као шеф рачуноводства. Добитник је награде Златни беочуг Културно-просветне заједнице Београда. 
Радио је на успостављању веза Удружења ликовних уметника Србије са манастиром Крка, у ком је 1614. године настала прва богословија у српској цркви. Након земљотреса у Книнској крајини и на подручју Босанског Грахова 1986. године, организовао је помоћ институцијама културе у сарадњи са уметницима из Србије, када је прикупљено 550 уметничких дела и новчана помоћ. Том приликом је направљена спомен галерија на тврђави у Книну, која је касније помогла обнови ризнице манастира Крка. Обезбедио је и новчану помоћ Книнском музеју, као и 65 уметничник дела. Босанском Грахову је обезбедио новчану помоћ за обнову родне куће Гаврила Принципа у месту Обљај, три хиљаде књига за Дом културе „Гаврило Принцип”, као и 65 слика. Многа уметничка дела и књиге које је обезбедио су изгубљени током операције Олуја, а нека дела се и данас налазе у Книнском музеју. Међу несталим делима су и бисте епископа Стефана Кнежевића и Никодима Милаша, две бисте Мис Аделин Ирби и многа друга.
Никола Церовац је био један од оснивача Српског културног друштва „Зора“ 1989. године, које је основано у Кистањама у Хрватској, а које 2013. године мења назив у СКД ”Зора Книн - Београд”. Под управом Николе Церовца објављено је више од 150 књижевних дела, седам бројева часописа Српска зора, десет бројева зборника Книнска крајина. У сарадњи са Удружењем Срба из Хрватске, организоване су ликовне изложбе, као и песнички и књижевни сусрети и промоције књига. Такође, захваљујући његовом залагању су установљене награде Плакета Умјетничког братства манастира Крка, Сребрни прстен Умјетничког братства манастира Крка и Награда Борис Маркош Минго у знак сећања на вајара који је погинуо током рата у Хрватској, 1991. године, бранећи Републику Српску Крајину.
Непосредно пре почетка рата у Хрватској, Никола је уз сагласност и благослов владике Лонгина, Синода Српске православне цркве и црквених одбора села из чијих су цркава иконе однете, као и уз помоћ тадашњег Завода за заштиту културе Србије и Републике Срске Крајине, учествовао у измештању 156 икона у Београд са територије Северне Далмације због опасности од оштећења у случају рата. Иконе су потом предате у Народни музеј у Београду и Завод за заштиту споменика културе, где су рестауриране, конзервиране, каталошки обрађене, репродуковане и јавно приказане. Захтевима за враћање икона се противио Патријарх српски Павле, који је изјавио да се иконе могу вратити када се врати и народ. Део икона је враћен 2010. године Републици Хрватској.
На Николину иницијативу покренута је ликовна колонија у манастиру Крка 1990. године, када је основано и Умјетничко братство манастира Крка. Колонија је била замишљена као стваралачки сусрет истакнутих српских ликовних уметника који ће боравећи у манастиру Крка оставити дела од изузетне важности. Покретање је подржало тадашње Министарство дијаспоре Републике Србије и Комесеријат за избеглице и прогнана лица Републике Србије. Колонија се одржава сваке године у августу месецу у манастиру Крка.
Као председник СКД „Зора Книн - Београд” учествовао је у организацији великог броја Крајишких ликовних салона, који су се до рата одржавали у Книну под називом Кнински ликовни салон, а након тога у Београду, када је Салон променио име. Претходних година се Салон одржавао у Конаку књегиње Љубице, Галерији 73, Музеју Железнице, Дому Војске Србије и другим институцијама културе. Први пут је током 24. Крајишког ликовног салона 2024. године додељена награда „Никола Церовац“  у његову част коју је добио Никола Кусовац. Ова награда се додељује организацијама и појединцима за допринос на пољу популаризације и повећања видљивости српске културе, науке и уметности у иностранству.